# پاک (فیلم ۲۰۰۲)
پاک (انگلیسی: Pure) یک فیلم درام بریتانیایی به کارگردانی گیلیز مک‌کینون است که در سال ۲۰۰۲ منتشر شد. از بازیگران آن می‌توان به مالی پارکر، هری ادن، و کیرا نایتلی اشاره کرد.